# 10146 Мукаітадасі
10146 Мукаітадасі (10146 Mukaitadashi) — астероїд головного поясу, відкритий 8 лютого 1994 року.
Тіссеранів параметр щодо Юпітера — 3,200.